# Orizaba Athletic Club
El Orizaba Athletic Club fue un antiguo club deportivo fundado en 1898 y dedicado al ejercicio del cricket y del fútbol en México. Fue el primer campeón mexicano de fútbol en la temporada 1902 – 1903 y desapareció al término de la temporada 1903 – 1904.

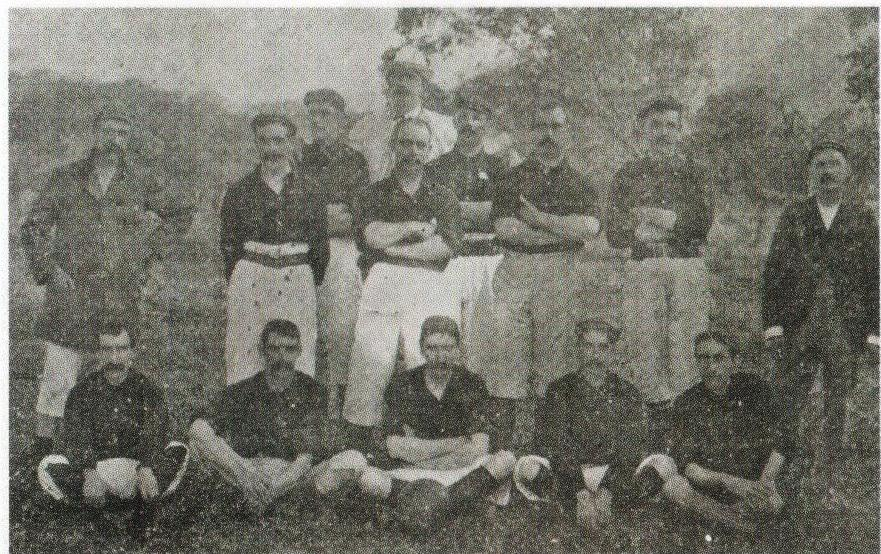
fotografía del Orizaba Athletic Club en 1902

## Historia
Tuvo sus orígenes en la “Santa Gertrudis Jute Mill Company Ltd.”. Compañía fundada por el industrial británico de raíces escocesas Thomas Francis Kinnell. Fue construida en barrio nuevo a kilómetro y medio de la ciudad de Orizaba, en razón de contar con la disponibilidad de agua abundante para generar energía. Muy cerca del lugar se encontraba la estación del ferrocarril, a un costado de la cual la compañía estableció su campo deportivo para la práctica de sus partidos de cricket y de fútbol.
En un principio, de 1898 a 1900 al club se le conoció como el equipo de cricket de la Santa Gertrudis Jute Mill Company. En 1901 su nombre fue el de Orizaba Cricket Club. Para 1902 previo a la primera temporada de la Liga Mexicana de Football Amateur Association ya era el Orizaba Athletic Club.
En el equipo de cricket ya figuraban nombres como Duncan Mac Comish Mac Donald, A. Curtis, J.A. Patterson, J. Ashton y Alexander Kinnell hermano menor del fundador de la fábrica. Ellos fueron jugadores relevantes en el primer campeón del fútbol mexicano.
En el Distrito Federal los clubes Reforma Athletic Club, British Club y México Cricket Club habían sostenido reuniones para crear una liga de fútbol, se enviaron invitaciones al Pachuca Athletic Club y al equipo de Orizaba para que estos también participaran.
El Comité de la Liga Mexicana de Football Amateur Association quedó conformada por Gilbert Varley del British Club como Secretario, Robert J. Blackmore del Reforma como Tesorero y los representantes de los clubes quienes a la vez eran capitanes de sus escuadras: Percy C. Clifford del British Club; Claude Marsh Butlin del Reforma, R.N. Penny del México Cricket Club; R.J. White del Orizaba y William Blamey del Pachuca. El campeonato mexicano de football se jugara a una sola vuelta, por lo que cada equipo disputará cuatro juegos.
El domingo 14 de diciembre de 1902, en el campo al costado de la estación del ferrocarril en Orizaba, hizo su debut en la liga el Orizaba Athletic Club enfrentando al British Club, los locales ganaron 1 a 0, con las siguientes alineaciones:
Orizaba A.C. con camisa negra y shorts blancos
Goal. J. Donachie
Backs. R.J. White (capitan) y J. Hanson.
Half backs.  J. Snowden, Kline, A.Shaw.
Forwards. Duncan Mac Comish Mac Donald, W.Stewart, A.Kinnell, J.A.Patterson y Christie.
British Club con camisa color chocolate y shorts blancos
Goal. N.P. Dewar
Backs. F.Hogg (capitan)  y H.J. Holt
Half backs.  Adamson, Jeffcock y Varley
Forwards. J.P. McNabb, E.Jones, R.A.H. Watson, E.A.E. Halliwell y J.C. McMillan. Tres de los jugadores estelares del British, Clifford, Crowder y Arthur Hogg, no pueden hacer el viaje a Orizaba.
El jueves 1 de enero de 1903 Orizaba le gana 1 a 0 al Pachuca.  Entonces el 11 de enero queda todo listo para el juego de invictos entre el Orizaba y el Reforma. De manera inesperada el capitán del Reforma Troup pierde dos trenes con destino a Orizaba y el Reforma debe jugar con 10 elementos. Es un gran juego con un resultado de empate a 2 goles; anotan White y Duncan Mac Comish Mac Donald por los spinners mientras que Johnson y Butlin anotan por los capitalinos.  El empate favorece a los de Santa Gertrudis ya que solo resta un juego en la temporada, cuando el Orizaba reciba al México Cricket Club. De ganar los escoceses de Orizaba serán los campeones.
El México Cricket Club ha atravesado la temporada con el problema de no poder reunir a sus jugadores para enfrentar sus compromisos. Esta vez no es la excepción. R. N. Penny capitán del México anuncia que no viajarán a Orizaba por falta de jugadores. La semana siguiente se declara el forfait a favor del Orizaba Athletic Club que se proclama campeón invicto. Con una marca de 3 partidos ganados, uno de ellos por forfait; 4 goles a favor y 2 en contra; ha ganado 7 puntos, uno más que el Reforma.

## El juego England - Scotland en México de 1903
Antes de la última jornada del campeonato mexicano se ha celebrado el clásico anual entre los equipos de England y Scotland en suelo mexicano. Los jugadores del Orizaba seleccionados son para el Scotland el portero J.Donachie, el defensa C.Shaw, y los delanteros Alexander Kinell, W.Stewart y Duncan Mac Comish Mac Donald. Para representar al England es seleccionado el defensa R.J.White. El 6 de enero de 1903 el England derrota al Scotland 5 a 2 los goles escoceses son de Kinell y Duncan Mac Comish Mac Donald.

## El campo de juego
El campo de juego del Orizaba se localizaba cerca de la fábrica, a un costado de la estación de ferrocarril. Se utilizó en un inicio para ejercicio del cricket cuando la Liga para ese deporte se organizó en 1899. Después en 1902 se convirtió en el punto focal para el fútbol en la comunidad textilera. Se construyó un hermoso pabellón descrito como “de la más artística edificación en diseño y construcción”, donde se servía un refrigerio para convivir con el equipo visitante. Las lluvias constantes hacían difíciles los desarrollos de los partidos, y; en una curiosa anécdota, durante un juego entre el Orizaba y el British, el balón salió del campo y se internó entre la maleza que rodeaba al terreno. Por varios minutos el encuentro se interrumpió, mientras jugadores y espectadores buscaban entre el enorme pasto crecido a la pelota extraviada.

## La retirada del Orizaba Athletic Club
Para la temporada 1903 – 1904 el equipo orizabeño empezó con dificultades para conformar su plantel; el club resintió las condiciones laborales de la fábrica de yute de Santa Gertrudis. El equipo tuvo muchas dificultades para mantener al grupo de jugadores que habían conseguido el campeonato el año anterior. Solicitaron en repetidas ocasiones a los otros equipos integrantes de la Liga la postergacion de sus juegos debido a que sus partidos como locales se veían perjudicados por las constantes lluvias de la temporada, y para sus juegos de visitante les era muy complicado reunir al equipo completo. El 24 de septiembre de 1903 se publica una carta escrita por el jugador y secretario del Orizaba J.A.Patterson en la cual expone las razones por las que su equipo no ha cumplido con sus compromisos y solicita jugar sus partidos pendientes en fechas posteriores y así reintegrarse a la Liga.
Apremiados por el calendario los jugadores del Orizaba tienen que jugar dos partidos en días consecutivos el 1 de noviembre en la Ciudad de México contra el México Cricket Club y el día 2 viajan a Pachuca para enfrentar al equipo de esa ciudad. Pierden 1 a 0 contra el M.C.C. pero rescatan un empate a 1 gol contra el Pachuca en un curioso partido con grandes rachas de viento por lo que cada equipo dominó un tiempo.
Sin embargo el Orizaba pide de nuevo la postergación de sus juegos en Orizaba contra el Reforma y contra el México Cricket Club. Al final pierden 0 a 5 ante el Reforma el 27 de diciembre. El 10 de enero de 1904 el Orizaba Athletic Club juega su último partido: en su cancha recibe al México Cricket Club y pierde 0 a 3. El México consigue el título con ese resultado. El Orizaba se despide del campeonato y del fútbol con un acto de cortesía felicitan a los vencedores, se toman fotos juntos y les ofrecen una comida.

## Personalidad del Club
Los integrantes del Orizaba Athletic Club eran empleados de la “Santa Gertrudis Jute Mill Company Ltd.” Casi todos ellos eran escoceses; el único de sus jugadores de origen inglés era R.J. White, capitán del equipo. Los hilanderos fueron reconocidos por su fuerte temperamento, formaban parte de un grupo con personalidad propia dentro de la comunidad británica. Pero solo algunos echaron raíces en tierras mexicanas. Más allá del fútbol se sabe poco de ellos. Duncan Mac Comish Mac Donald, el mejor de sus jugadores, se casó en Orizaba Veracruz con la Señora María Moreno en 1898 y tuvo nueve hijos mexicanos, murió en la Ciudad de Puebla de los Ángeles en 1930. Alexander Kinnell también se casó en México, se hizo de una finca que luego perdió por deudas;  regresó a la Gran Bretaña y murió en 1914 en Kent, Inglaterra. Los hermanos Shaw siguieron viviendo en México. De los demás poco o nada se sabe.

## Equipo Campeón
1902-03
Nombre: Orizaba Athletic Club

Torneo: Liga Mexicana Amateur de Asociación Foot-Ball

Entrenador: R.J. White

Equipo: Goal. J. Donachie Backs. R.J. White (c) y J. Hanson. Half backs. E.G. Therfall, J. Snowden, Kline, A.Shaw, A.Curtis, H. Eberstadt Forwards. Duncan Mac Comish Mac Donald, W. Stewart, Alexander Kinnell, J.A. Patterson, Christie,  C. Shaw, J.Ashton, J. Fenton, O.Walter

## Palmarés
| Competición nacional | Títulos | Subcampeonatos |
| -------------------- | ------- | -------------- |
| Liga Mexicana (1/0)  | 1902-03 |                |